# Velké Zboží
Velké Zboží je část města Poděbrady v okrese Nymburk. Nachází se 2,5 kilometru severozápadně od centra Poděbrad. Prochází tudy železniční trať Praha – Lysá nad Labem – Kolín a silnice II/331.
Velké Zboží je také název katastrálního území o rozloze 4,93 km².

## Název
Obecné jméno sbožie ve staročeštině označovalo majetek (statek). V historických pramenech se jméno vsi objevuje ve tvarech: Sboschie (1345), Zboží (1553, 1654), Zbožy (1790), Zbožj a Groß Zbožj (1835), Zboží a Groß Zboží (1848) nebo Zboží velké (1854).

## Historie
První písemná zmínka o vesnici pochází z roku 1345. Dříve samostatná obec Velké Zboží je od 1. ledna 1964 součástí města Poděbrady. Leží při pravém břehu řeky Labe, asi dva kilometry severozápadně od Poděbrad. Archeologické nálezy dokládají osídlení lokality už v 6.–7. století před naším letopočtem.
Velké neboli Dlouhé Zboží patřilo k mnoha vsím ve zdejším kraji, které vznikaly v první kolonizační vlně za vlády krále Přemysla Otakara I. na počátku 13. století. Středověkou vesnici tvořilo patnáct přibližně stejně velkých usedlostí, které byly za husitských válek zcela zničeny. Pověst uvádí, že v roce 1420 se za vsí při nymburské cestě střetly německé a uherské houfy Zikmundova vojska, které předtím marně obléhaly poděbradský hrad, s ozbrojenci Hynka Bočka z Kunštátu. Poděbradský pán tu byl poražen a na místě společného hrobu sedmdesáti bojovníků byla postavena kamenná boží muka, jež sloužila jako rozcestník. Po přemístění  památka stojí nedaleko silnice na západním okraji vesnice před domem čp. 130.
Ves Velké Zboží byla obnovena až v roce 1790 a o čtyři roky později v ní byla v domě čp. 25 zřízena sobotní škola. Ta nestačila velkému počtu dětí, ale stavba nové budovy se oddalovala. Teprve v roce 1901 byla postavena nová škola (čp. 61, mateřská škola v Poděbradské ulici), o kterou se zasloužil zejména starosta Jan Noháček. Železniční zastávka byla ve Velkém Zboží zřízena 10. prosince 1911.
Na kraji vesnice směrem k Nymburku se rozkládá místní hřbitov s kapličkou, která v minulosti sloužila také k církevním bohoslužbám.
V roce 1921 byla založena veřejná knihovna. V roce 1932 ve vesnici žilo 520 obyvatel a fungovaly v ní tři hostince. Služby zde poskytoval kolář, krejčí, obuvník, sedlář, švadlena a zahradník. V letech 1920–1934 ve vsi působilo šest spolků: Sokol, Federovaná dělnická tělocvičná jednota, Divadelní spolek, Rybářský klub a Hokejový klub. Ovšem pouze místní hasiči se mohou pochlubit nepřetržitou spolkovou činností. Jejich spolek byl založen 4. ledna 1908 v pohostinství U Poláků.
Roku 1993 došlo k založení společnosti Poděbradka a stáčírna byla přestěhována z centra Poděbrad do západní části Velkého Zboží. Minerální voda se zde čerpá ze dvou vrtů hlubokých okolo 120 metrů.

## Služby
- obchod se smíšeným zbožím
- autoopravna
- veterinární ordinace
- mateřská škola

## Pamětihodnosti
- Boží muka

## Slavní rodáci
- Bratři František Černý (1886–1954) a Vojtěch Černý – legionáři, vojáci, hnutí sexuálních menšin v Československu
- Ludwig Zettl – architekt a stavitel

## Galerie

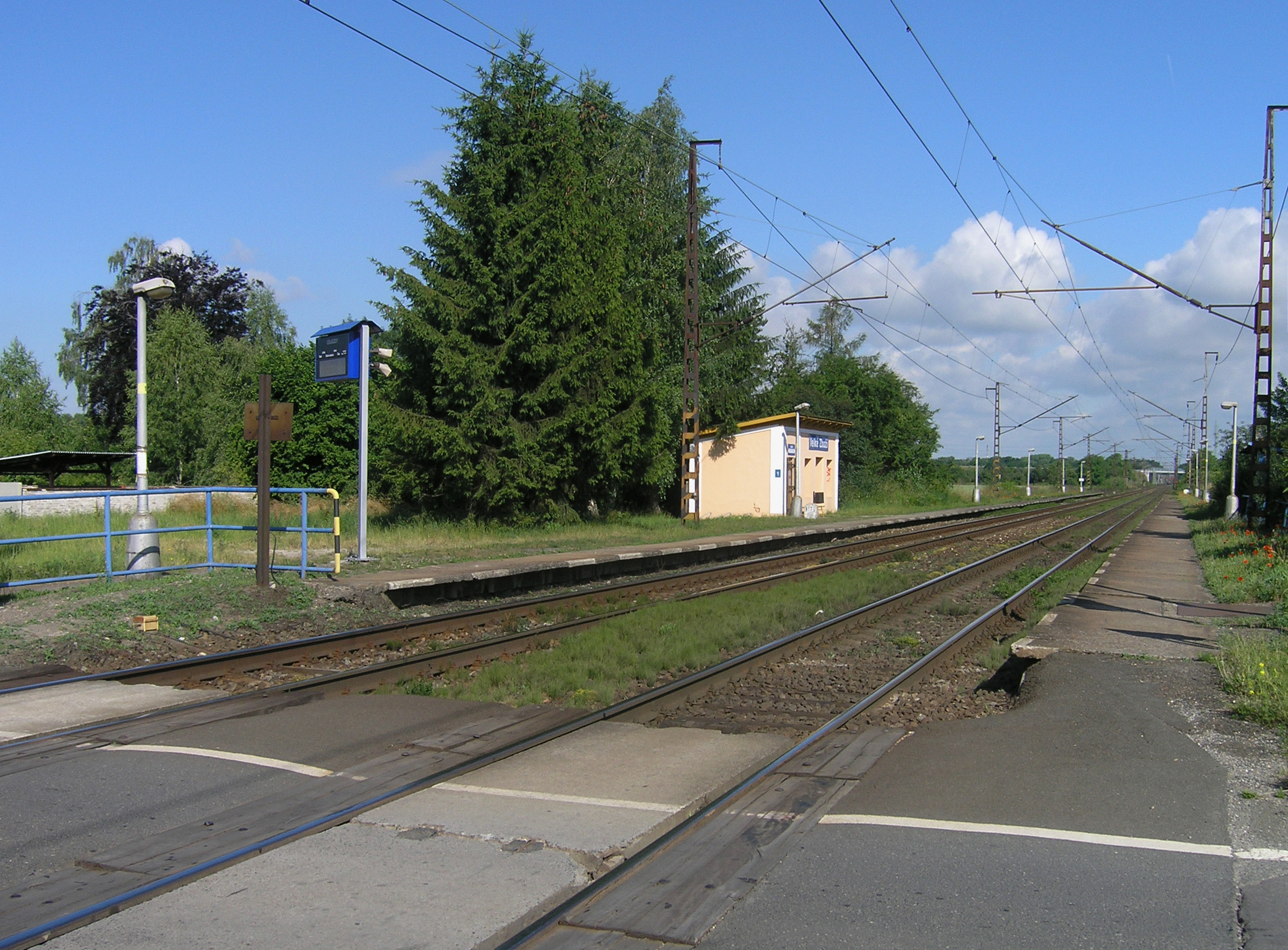
Železniční zastávka
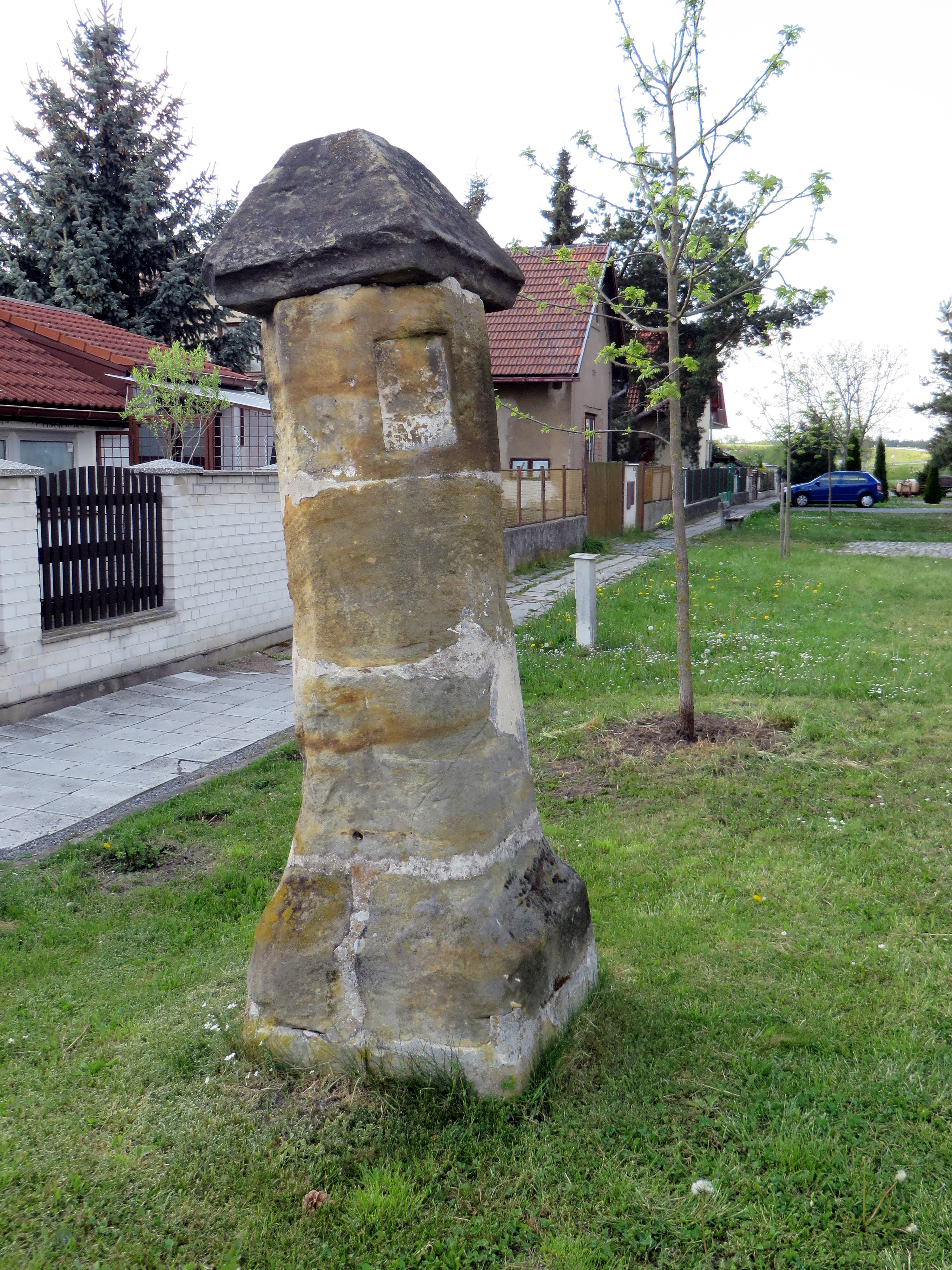
Historický rozcestník naproti hřbitovu
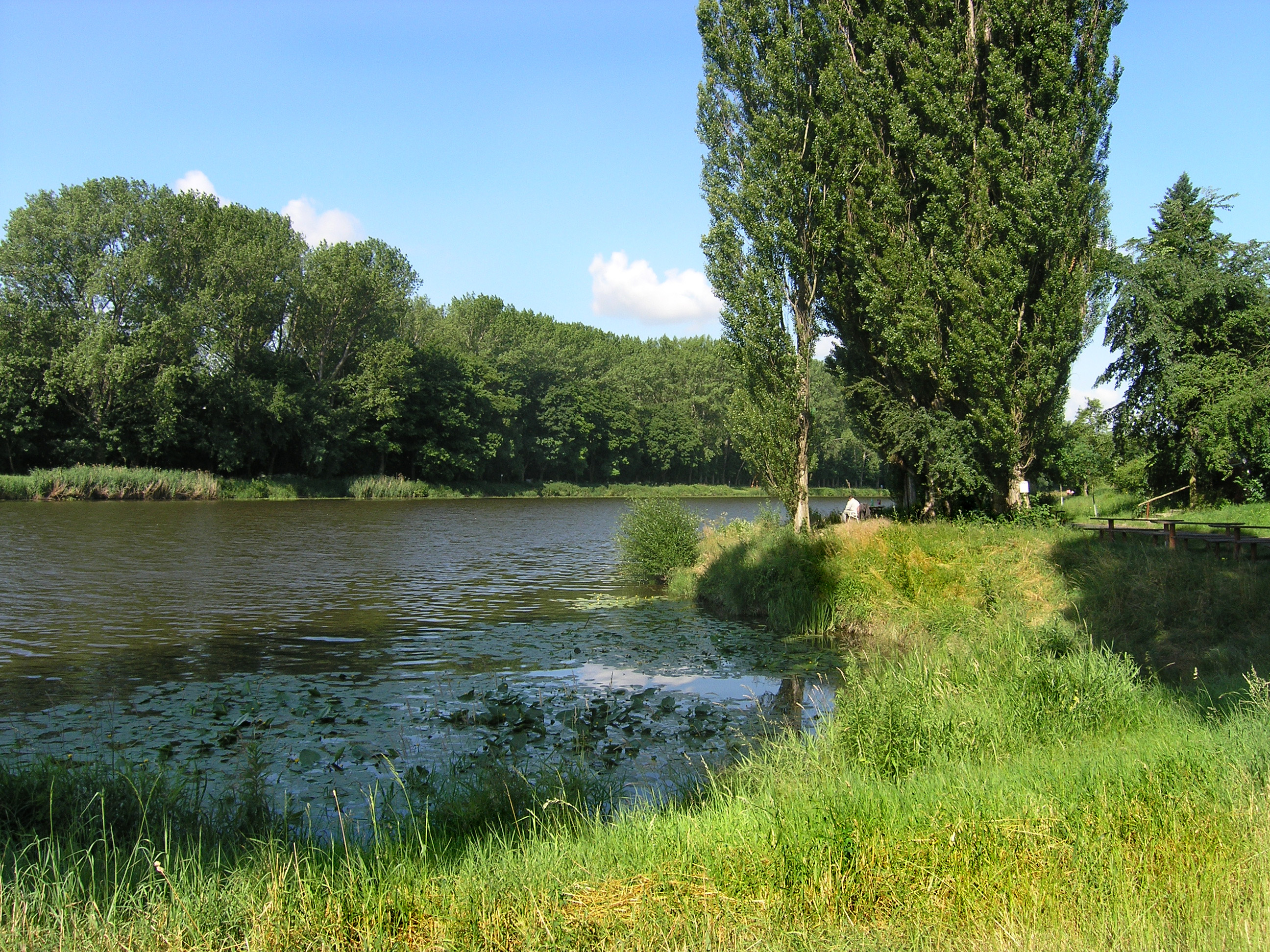
Labe ve Velkém Zboží
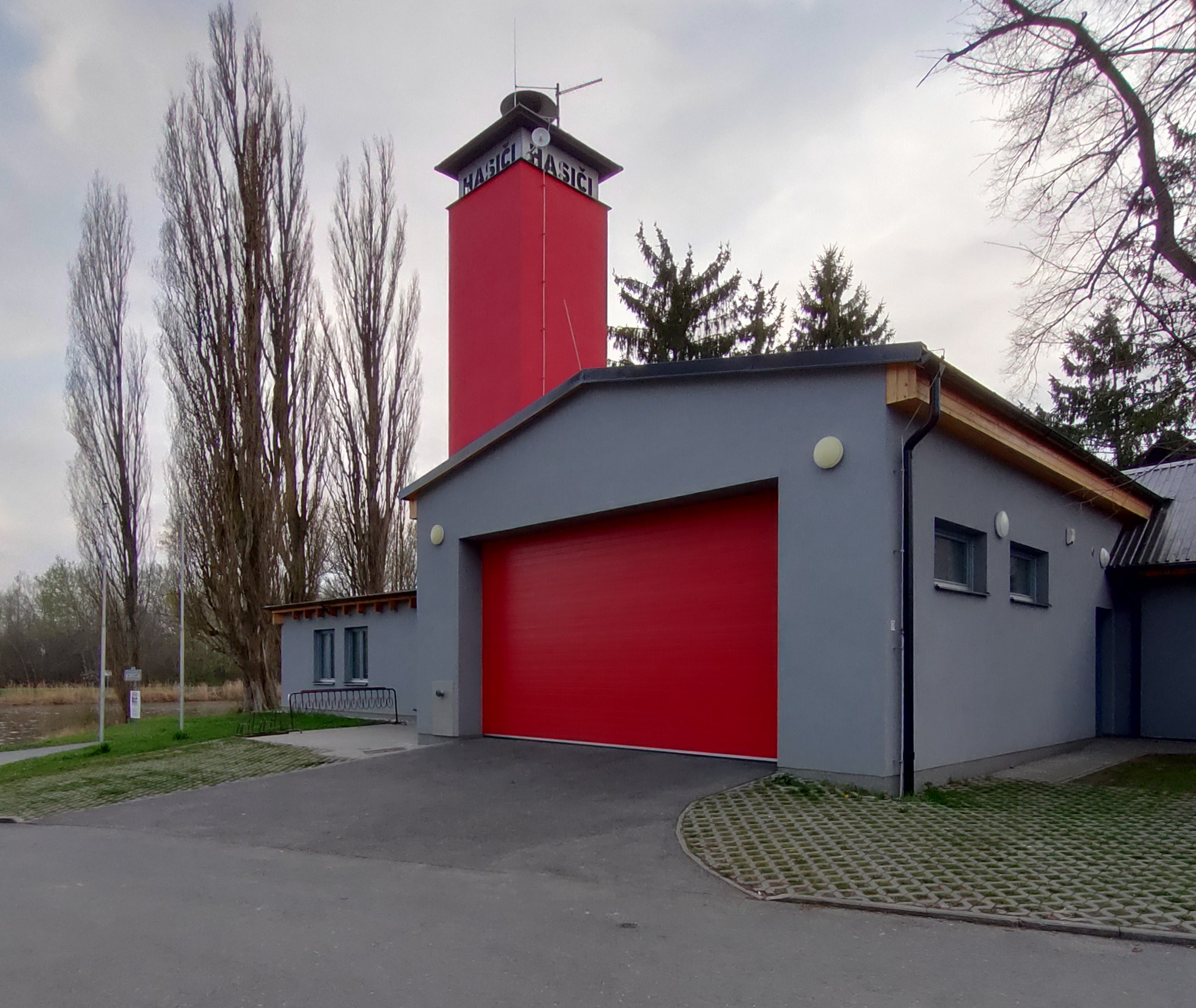
Hasičská zbrojnice